# Polikaprolaktam

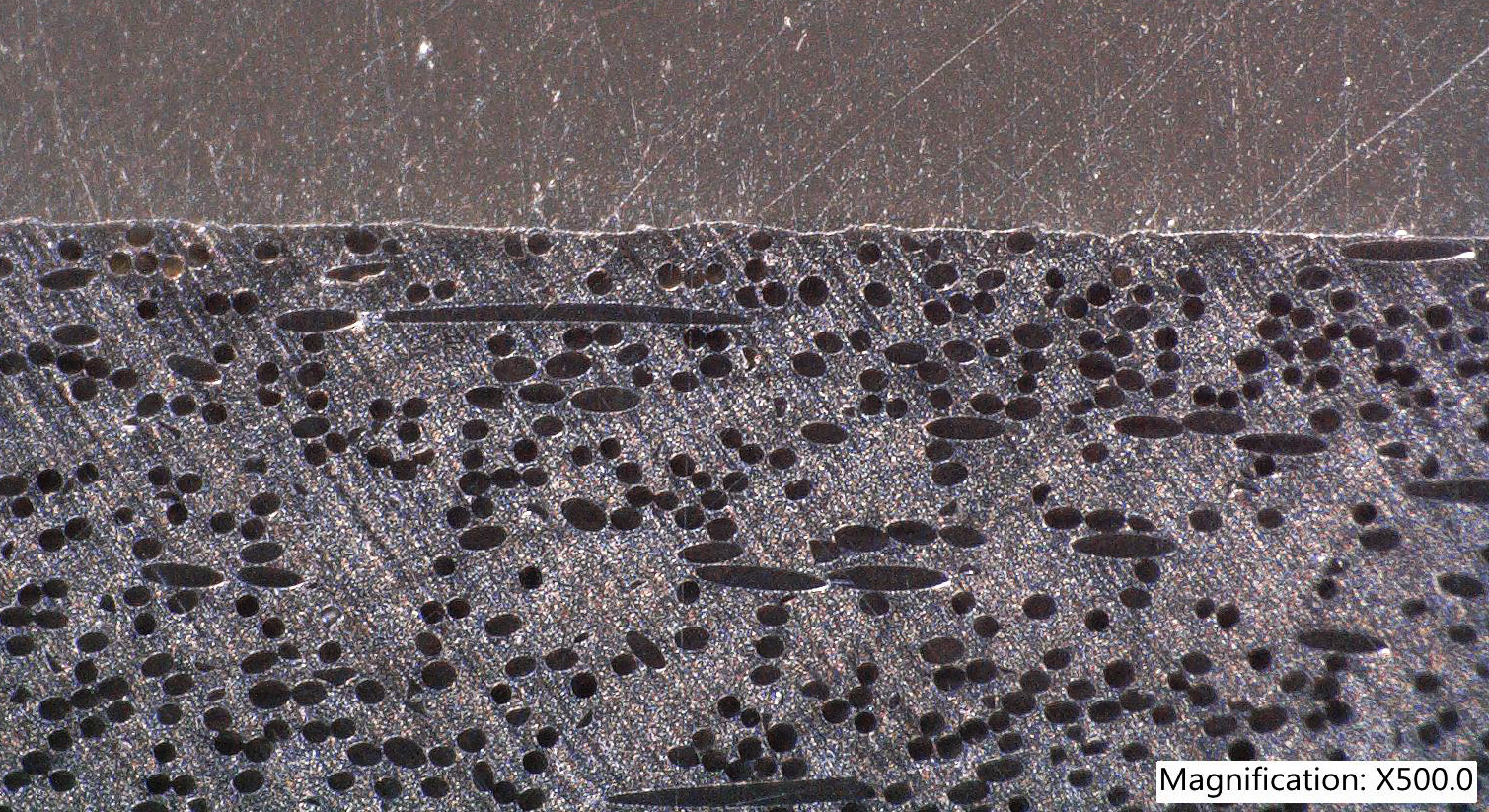
Przekrój Poliamidu 6 zbrojonego włóknami szklanymi, powiększenie x500

Polikaprolaktam, poliamid-6, PA-6 – organiczny związek chemiczny z grupy poliamidów.

## Synteza
PA-6 jest produkowany w bezpośredniej polimeryzacji z otwarciem pierścienia kaprolaktamu. Reakcja ta zachodzi spontanicznie w temperaturze 260 °C w atmosferze azotu.

Synteza polikaprolaktamu z kaprolaktamu

## Historia
Technologia syntezy tego polimeru została opracowana w 1938 roku w Niemczech w laboratoriach IG Farben przez zespół kierowany przez Paula Schlacka. Był to pierwotnie sposób na obejście patentów firmy DuPont na syntezę nylonu-66 (czyli PA-6,6) z soli AH. Początkowo był stosowany głównie jako zamiennik oryginalnego nylonu do produkcji damskich pończoch, chociaż pończochy z PA-6 miały znacznie gorsze własności użytkowe od „amerykańskiego” nylonu. Po II wojnie światowej znalazł on szereg zastosowań, od przemysłu włókienniczego po samochodowy.

## Własności i zastosowania
Zaletą PA-6 w stosunku do PA-6,6 jest jego niższa temperatura mięknienia i lepsza rozpuszczalność, co ułatwia jego obróbkę, a także bardziej ekonomiczna droga syntezy. Wadą są natomiast gorsze właściwości mechaniczne i skłonność PA-6 do pęcznienia w kontakcie z wodą.
PA-6 wciąż jest stosowany na masową skalę jako włókno sztuczne i lite tworzywo sztuczne w miejscach, gdzie nie są potrzebne szczególnie dobre właściwości mechaniczne i nie ma zbyt wilgotnego środowiska. Używa się go jako tworzywo powłokowe, do prostych zastosowań domowych (szczotki, grzebienie), w elektronice (elementy mocujące podzespoły, fragmenty przełączników).